# Крейтон Абрамс
Кре́йтон Ві́льямс А́брамс молодший (англ. Creighton Williams Abrams Jr.; нар. 15 вересня 1914, Спрингфілд, Массачусетс, США — пом. 4 вересня 1974, Вашингтон, США) — американський військовик, генерал Армії США, який під час Другої світової війни проявив себе як один з найбільш ефективних танкових командирів армії США. Командував американським військовим контингентом у В'єтнамі на останніх етапах В'єтнамської війни (1968—1972). На честь Абрамса армія США назвала бойовий танк «M1 Abrams».

## Життєпис
Крейтон Вільямс Абрамс-молодший народився 15 вересня 1914 року в Новій Англії, у сім'ї залізничника. У дитинстві він добре вчився в середній школі, був капітаном футбольної команди. У 1932 році, після закінчення школи, Абрамс вступив до Військової академії США у Вест-Пойнт. Він демонстрував середні показники в навчанні, продовжував грати в футбол та мав репутацію жартівника.
Після закінчення Військової академії США, у 1936 році Абрамс проходив навчання в кавалерійській школі у Форт-Блісс, Техас, та служив у 1-й кавалерійській дивізії. У 1940 році він перейшов до новоствореної 1-ї бронетанкової дивізії у званні капітана.

### Друга світова війна
Під час Другої світової Абрамс служив у 4-й танковій дивізії. Спочатку займав посаду начальника відділення генерал-ад'ютантської служби полку. У вересні 1942 року йому було присвоєно звання підполковника, а у вересні 1943 року він очолив 37-й бронетанковий полк, який у перших рядах третьої армії генерала Паттона бився в Західній Європі. Абрамсу приписують шість особисто знищених за роки війни танків противника, а на рахунку його підрозділи понад 300 одиниць німецької техніки, 150 гармат та 15 танків. Сам Паттон називав Абрамса найкращим командиром танкових військ в американській армії. Під час Другої світової війни Абрамс був нагороджений двома хрестами «За видатну службу», двома «Срібними зірками», двома медалями «Легіон за заслуги» та ще рядом американських й іноземних нагород.

### Повоєнний період

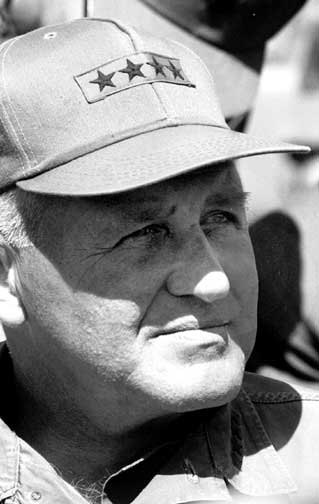
В'єтнам, грудень 1968 року

Після Другої світової Абрамс займався написанням посібників з тактики танкових військ та викладав тактику в бронетанкової школі в Форт-Нокс. Проходив навчання у Командно-штабному коледжі в Форт-Лівенворт, Канзас. Згодом командував 63-м танковим батальйоном в Європі та 2-м бронекавалерійських полком.
У Корейську війну він служив начальником штабу в трьох армійських корпусах. З 1954 по 1956 роки Крейтон був начальником штабу в Форт-Нокс. У 1956 році Абрамса підвищили до бригадного генерала та перевели на посаду заступника начальника штабу резервних підрозділів Пентагону.
Під час внутрішньополітичної кризи в США на ґрунті расової інтеграції університетів Міссісіпі та Алабами, на початку 1960-х років, Абрамс був поставлений на чолі військ, які у разі конфлікту повинні були втрутитися у події.
У 1962 році Абрамс став начальником оперативного штабу Пентагону та був підвищений у званні до генерал-лейтенанта. Через рік став генерал-майором та був призначений першим заступником начальника штабу армії США.
Звання генерала отримав у 1964 році. Очолював Командування з надання військової допомоги В'єтнаму в 1968—1972 роках, під час В'єтнамської війни. На відміну від попередника на цій посаді та свого однокурсника по Вест-Пойнту, генерала Вестморленда, він намагався враховувати фактор антиамериканських настроїв на півдні В'єтнаму і антивоєнного руху в США, сприяв наданню гуманітарної допомоги населенню, брав участь у здійсненні політики «в'єтнамізації» конфлікту, керуючи агресіями проти Камбоджі і Лаосу.
У 1972—1974 роках Абрамс обіймав посаду начальника штабу сухопутних військ США. на цій посаді керував процесом виведення військ з В'єтнаму, провів масштабну реорганізацію армії, спрямовану на збереження її ефективності та скорочення витрат на утримання.
Помер 4 вересня 1974 роки внаслідок ускладнень, що виникли після операції з видалення раку легенів. Похований на Арлінгтонському національному цвинтарі. Поруч з ним була похована його Джулія, яка пережила його на 29 років.

## Сім'я
У 1936 році Крейтон одружився з Джулією Берті Гарві (1915—2003). Вони познайомилися, коли він навчався на другому курсі Військової академії США у Вест-Пойнт. У Крейтона та Джулії народилося троє синів та три дочки. Сини Абрамса (Джон Н. Абрамс, Роберт Б. Абрамс та Крейтон Вільямс Абрамс III) згодом стали генералами армії США.